# Zarwanci
Zarwanci (ukr. Зарванці) – wieś na Ukrainie, w obwodzie winnickim, w rejonie winnickim, w hromadzie Jakuszyńce. W 2023 liczyła 8448 mieszkańców.